# Gemignani (cognome)
Gemignani è un cognome di lingua italiana, diffuso anche con la variante Geminiani.

## Varianti
Geminiani, Gemigniani, Gimignani, Gimigniani, Giminiani, Gemignano, Giminiano.

## Origine e diffusione
Il cognome Gemignani, e sue varianti, ha origine nell'Italia medievale e precisamente nel comune di Lucca. L'origine è incerta e da attribuirsi al nome di un capofamiglia di nome Gemignano, Gimignano o Geminiano (nome alto-medievale), oppure derivante dalla città di San Gimignano.
Il cognome ha odiernamente la sua massima diffusione in Toscana, specialmente nelle province di Lucca e Pistoia.

## Araldica
Secondo l'Armorial Général di J.B. Rietstap, il blasone della famiglia (indicata come Geminiani), ascritta alla nobiltà lucchese, è:
"D'argento, alle tre rocce di nero moventi dalla punta, sormontate da un giglio sbocciato di rosso."

## Persone
- Alessio Gemignani - pittore italiano
- Alexander Gemignani – attore e tenore statunitense
- Alexandre Gemignani – cestista brasiliano
- Enzo Gemignani – scrittore e traduttore italiano
- Francesco Geminiani - compositore e musicista italiano
- Giacinto Gimignani - pittore italiano
- Ludovico Gimignani - pittore italiano
- Pier Augusto Gemignani – medico italiano
- Raphaël Géminiani - ciclista francese d'origine italiana
- Riccardo Geminiani - giornalista e scrittore italiano
- Sergio Geminiani - calciatore italiano
- Valmore Gemignani - scultore italiano